# San Clemente (Conca)
San Clemente és un municipi al sud de la província de Conca a la comunitat autònoma de Castella la Manxa, a 98 km de Conca. És cap de partit judicial té una superfície de 277,5 i en el cens de 2007 tenia 6.879 habitants.